# Sàrmates
Els sàrmates (en llatí: Sarmatae, en grec antic: Σαρμάται) van ser un poble indoirànic oriental integrat per gran nombre de pobles acollits sota aquesta denominació que els escites donaven als pobles «no escites» sobre els que governaven. Cal entendre per sàrmates els pobles que vivien a Sarmàcia del que els pobles germànics que van emigrar a orient i van restar amb els pobles de Sarmàcia, en van ser un element ètnic més. Els vàndals tenien un important component sàrmata. Els sàrmates (sarmatae o Sauròmates (Σαυρομάται), la segona forma utilitzada sobretot pels antics escriptors grecs, la primera pels romans) van ser un poble al que Heròdot situa en el segle V aC a la frontera oriental d'Escítia, més enllà de Tanais (actual riu Don).
En el segle iii aC, els sàrmates van avançar des del Caucas envaint gran part del territori que fins llavors ocupaven els escites; al segle ii aC, es troben els sàrmates fortament instal·lats a les estepes que envolten la mar Negra, principalment en territoris que actualment corresponen a Ucraïna i Polònia; és per això que, en geografia, s'anomena les planes d'Europa oriental a l'est dels Carpats amb el nom de plana Sarmàtica; després, van aconseguir la seva màxima expansió cap al segle i aC, quan s'estenien des del mar Negre fins al mar Bàltic i des del Volga fins al Vístula i la vall mitjana del Danubi, tal territori va ser anomenat pels romans Sarmatia. El seu final com a potència bèl·lica es produeix cap al segle iii, quan s'estén l'«imperi» dels gots fins a Crimea i després han d'afrontar l'atac dels vàndals i dels huns.
Els sàrmates donaven molta importància al paper de les dones. Als Iambes al Rei Nicomedes es parla de l'existència dels sàrmates γυναικοκρατούμενοι (ginaikokratoumenoi, 'governats per dones'), on es diu que eren descendents d'aquells sauròmates que es van ajuntar amb les amazones, les poderoses guerreres.
Els sàrmates van ser finalment assimilats de manera decisiva i absorbits per la població protoeslava d'Europa de l'Est.

## Història
Els nesiotis eren un grup de sàrmates situats cap a la regió del riu Rha. Les fonts romanes parlen, al començament del segle i, d'un Regnum Vannianum a Moràvia en què els sàrmates i iazigs formaven la cavalleria. L'any 69, apareixen els sueus (amb el significant de quades i marcomans) units amb els sàrmates. Els iazigs eren llavors aliats de Roma, però els seus serveis van ser rebutjats per la República Romana. Al rei Sido, el va succeir Italicus, lleial a Roma. Al 70, els sàrmates i dacis es van aliar per atacar Mèsia i Pannònia. Pel mateix temps, els roxolans van enviar-hi Mèsia (69).
Els sàrmates es van aliar amb el Regne del Pont per lluitar contra la República romana i el Regne de Bitínia durant la Primera Guerra mitridàtica.
A començaments del segle ii, l'àrea entre el territori romà i el Regne dels quads i marcomans (Banat) era anomenada Sarmàcia. Els sàrmates foren aliats de Decèbal en la Guerra de Dàcia (106 aC). En les guerres marcomanes sota els antonins, els sàrmates eren els principals membres de la confederació enemiga.
Després del 270, els sàrmates van ser els amos de bona part de Dàcia junt amb els dacis o getes.

### Decadència al segle IV
Els sàrmates van seguir dominant, fins a l'ascendència gòtica a la zona de la mar Negra (Oium). El 332 els visigots d'Ariaric van atacar les tribus sarmàtiques al nord del Danubi, a Dàcia (en l'actual Romania). L'emperador romà Constantí el Gran (que va regnar del 306 al 337) va convocar el seu fill Constantí el Jove, que era en la Gàl·lia, perquè fes campanya al nord del Danubi en suport dels sàrmates. El 332, amb unes condicions meteorològiques molt fredes, els romans van sorgir victoriosos, causant cent mil baixes, i capturant Ariaric (el fill del rei visigot); acabada la campanya, però, el fill de l'emperador atacà els sàrmates possiblement per no tenir paraula.
Els sàrmates van entrar a la confederació dels huns, però després d'Àtila van desaparèixer per sorgir els pobles que els conformaven, com els eslaus, germànics, estonians, i d'altres.

## Cultura dels sàrmates
Eren un poble que sembla de família iraniana relacionat amb els escites, amb qui tenien grans semblances culturals.
Els sàrmates mai van arribar a constituir un estat unificat, ja que estaven dividits en diverses «tribus». Algunes d'aquestes han persistit fins a temps contemporanis i d'altres s'han fos amb altres pobles (els sàrmates són un dels principals llinatges dels actuals eslaus); entre les tribus, les més destacades eren les dels alans, roxolans, iàcigues i alguns creuen que els rashu del nord-oest de la mar Càspia van formar part d'aquests sàrmates-eslaus en emigrar, coneguts pels romans i jueus com a ros.

## Tecnologia militar
La tecnologia militar del poble sàrmata va influenciar la tecnologia dels seus aliats tant com la dels seus enemics. Les qualitats guerreres dels sàrmates, dels seus ancestres, els sauromates, i dels seus descendents, els alans, han estat, sovint, descrites pels autors antics. Polibi, Diodor de Sicília, Estrabó, Flavi Josef, Tàcit, Pausànias o Dió Cassi han deixat quadres testimonials molt vius d'aquestes tribus iranianes que tenien costums tan exòtiques per als grecs i els romans. Molt jerarquitzats, els sàrmates van tenir diversos reis i, si més no, una reina: Amagê. De fet, les dones tenien una elevada posició social i les guerreres de la fase antiga, que realment van existir, han contribuït a mantenir viu el mite de les amazones.
Inicialment instal·lats entre el Don i els Urals, els primers sàrmates van envair els territoris dels escites. Després, van vèncer els parts i els armenis. Des del final del segle i aC, es van enfrontar als romans al sud del Danubi. Durant el segle ii, després de diverses confrontacions, els romans van reclutar diversos llancers sàrmates com a mercenaris, i milers se'n van establir a Britània després de lluitar pels romans. Més tard, van crear unitats de catafractes, prenent dels sàrmates l'armadura d'escates, la llança llarga (contus), l'espasa amb pòmul anular i fins i tot la seva insígnia: el drac (una mena de pal tubular amb l'embocadura de bronze que representa la boca d'un drac).